# Stig Sollander
Stig Oskar Sollander (ur. 25 czerwca 1926 na Frösön w Östersund, zm. 12 grudnia 2019 w Östersund) – szwedzki narciarz alpejski, brązowy medalista olimpijski i trzykrotny medalista mistrzostw świata.

## Kariera
Największe sukcesy w karierze Stig Sollander osiągnął podczas igrzysk olimpijskich w Cortina d’Ampezzo w 1956 roku, gdzie zdobył dwa medale. Najpierw zajął trzecie miejsce w slalomie, w którym wyprzedzili go jedynie Austriak Toni Sailer oraz Chiharu Igaya z Japonii. Po pierwszym przejeździe Szwed zajmował piątą pozycję, jednak w drugim osiągnął trzeci czas, co wystarczyło, by przesunąć się na najniższy stopnień podium. Czwartego w klasyfikacji końcowej Brooksa Dodge'a z USA wyprzedził o 1,6 sekundy. Na tych samych igrzyskach był też dziesiąty w zjeździe oraz czternasty w gigancie. Igrzyska w Cortina d’Ampezzo były równocześnie mistrzostwami świata, jednak kombinację rozgrywano tylko w ramach drugiej z tych imprez. Rywalizację w te konkurencji Szwed także zakończył na trzeciej pozycji, plasując się za Sailerem i Francuzem Charlesem Bozonem. Przewaga Sollandera nad czwartym Raymondem Fellayem ze Szwajcarii wyniosła 1,47 punktu. Brązowy medal w kombinacji alpejskiej wywalczył także na mistrzostwach świata w Åre w 1954 roku. Tym razem lepsi byli tylko Stein Eriksen Norwegii oraz Austriak Christian Pravda. Był też między innymi piąty w slalomie podczas igrzysk olimpijskich w Oslo w 1952 roku.
Jego córka, Lotta Sollander, reprezentowała Szwecję w narciarstwie alpejskim podczas Zimowych Igrzysk Olimpijskich 1972.

## Osiągnięcia

### Igrzyska olimpijskie
| Miejsce | Dzień       | Rok  | Miejscowość       | Konkurencja | Czas biegu | Strata | Zwycięzca        |
| ------- | ----------- | ---- | ----------------- | ----------- | ---------- | ------ | ---------------- |
| 40.     | 2 lutego    | 1948 | Sankt Moritz      | Zjazd       | 2:55,0     | +28,1  | Henri Oreiller   |
| DNF     | 4 lutego    | 1948 | Sankt Moritz      | Kombinacja  | 3,27 pkt   | -      | Henri Oreiller   |
| 6.      | 15 lutego   | 1952 | Oslo              | Gigant      | 2:25,0     | +7,6   | Stein Eriksen    |
| DSQ     | 16 lutego   | 1952 | Oslo              | Zjazd       | 2:30,8     | -      | Zeno Colò        |
| 2.      | 19 lutego   | 1952 | Oslo              | Slalom      | 2:00,0     | +2,6   | Othmar Schneider |
| 16.     | 29 stycznia | 1956 | Cortina d’Ampezzo | Gigant      | 3:00,1     | +17,0  | Toni Sailer      |
| 3.      | 31 stycznia | 1956 | Cortina d’Ampezzo | Slalom      | 3:14,7     | +5,5   | Toni Sailer      |
| 10.     | 3 lutego    | 1956 | Cortina d’Ampezzo | Zjazd       | 2:52,2     | +13,2  | Toni Sailer      |

### Mistrzostwa świata
| Miejsce | Dzień       | Rok  | Miejscowość       | Konkurencja | Czas biegu | Strata     | Zwycięzca         |
| ------- | ----------- | ---- | ----------------- | ----------- | ---------- | ---------- | ----------------- |
| 40.     | 2 lutego    | 1948 | Sankt Moritz      | Zjazd       | 2:55,0     | +28,1      | Henri Oreiller    |
| DNF     | 4 lutego    | 1948 | Sankt Moritz      | Kombinacja  | 3,27 pkt   | -          | Henri Oreiller    |
| 22.     | 14 lutego   | 1950 | Aspen             | Gigant      | 1:54,4     | +5,3       | Zeno Colò         |
| 21.     | 16 lutego   | 1950 | Aspen             | Slalom      | 2:06,4     | +7,6       | Georges Schneider |
| 33.     | 18 lutego   | 1950 | Aspen             | Zjazd       | 2:34,4     | +20,7      | Zeno Colò         |
| 6.      | 15 lutego   | 1952 | Oslo              | Gigant      | 2:25,0     | +7,6       | Stein Eriksen     |
| DSQ     | 16 lutego   | 1952 | Oslo              | Zjazd       | 2:30,8     | -          | Zeno Colò         |
| 2.      | 19 lutego   | 1952 | Oslo              | Slalom      | 2:00,0     | +2,6       | Othmar Schneider  |
| 7.      | 1 marca     | 1954 | Åre               | Slalom      | 2:20,06    | +8,90      | Stein Eriksen     |
| 7.      | 3 marca     | 1954 | Åre               | Gigant      | 1:52,5     | +3,3       | Stein Eriksen     |
| 9.      | 7 marca     | 1954 | Åre               | Zjazd       | 1:59,6     | +6,1       | Christian Pravda  |
| 3.      | 7 marca     | 1954 | Åre               | Kombinacja  | 4,08 pkt   | +7,20 pkt  | Stein Eriksen     |
| 16.     | 29 stycznia | 1956 | Cortina d’Ampezzo | Gigant      | 3:00,1     | +17,0      | Toni Sailer       |
| 3.      | 31 stycznia | 1956 | Cortina d’Ampezzo | Slalom      | 3:14,7     | +5,5       | Toni Sailer       |
| 10.     | 3 lutego    | 1956 | Cortina d’Ampezzo | Zjazd       | 2:52,2     | +13,2      | Toni Sailer       |
| 3.      | 3 lutego    | 1956 | Cortina d’Ampezzo | Kombinacja  | 0,00 pkt   | +16,92 pkt | Toni Sailer       |